# 신분장
《신분장》(身分帳)는 사키 류조의 일본 장편 소설이다. 실존 인물을 모델로 13년의 형기를 마치고 출소한 전 살인범의 남자의 일생과 삶의 방식을 그린다. 1990년 6월 26일에 코단샤에서 간행되고, 1993년 6월 3일에 문고화되었다. 제2회 이토 세이 문학상 수상작. 2021년 2월 11일에는 이 소설을 원작으로 한 영화 《멋진 세계》가 공개되었다.

## 서적 정보
단행본
- 신분장 (1990년 6월 26일, 코단샤, ISBN 978-4-06-204956-6)

단행본
- 신분장 (1993년 6월 3일, 코단샤 문고, ISBN 978-4-06-185411-6)
- 신분장 (2020년 7월 15일, 코단샤 문고, ISBN 978-4-06-520159-6)